# Josef Stingl
Josef Stingl (ur. 19 marca 1919 w Maria-Kulm, zm. 19 marca 2004 w Leutesdorf) – polityk niemiecki.
Działacz chadecji, był czołowym ekspertem CDU ds. społecznych i rzecznikiem interesów bezrobotnych. W latach 1968–1984 kierował Państwową Agencją Pracy. W latach 1953–1968 zasiadał w Bundestagu.
Po przejściu na emeryturę działał w środowiskach bliskich Kościołowi katolickiemu, a także na rzecz praw uchodźców. Zmarł w dniu swoich 85. urodzin.